# 金花淑
金花淑（韓語：김화숙，1971年3月2日—），韩国前女子手球运动员。她曾代表韩国国家队参加1992年夏季奥林匹克运动会手球比赛，结果队伍获得一枚金牌。